# Thaumastocoris hackeri
Thaumastocoris hackeri är en insektsart som beskrevs av Drake och Slater 1957. Thaumastocoris hackeri ingår i släktet Thaumastocoris och familjen Thaumastocoridae. Inga underarter finns listade i Catalogue of Life.